# Claire Goll
Claire Goll (Núremberg, Alemania, 29 de octubre de 1890-París, Francia, 30 de mayo de 1977), nombre de nacimiento Klara Liliane Aischmann, fue una periodista y escritora germanofrancesa, representante del mundo europeo de vanguardias. En 1921 se casó con el poeta Yvan Goll, pseudónimo de Isaac Lang.

## Biografía
La familia de Claire era de origen judío, su madre murió en el campo de concentración de Auschwitz. En 1911 se casó con el editor Heinrich Studer (1889 - 1961) y vivió con él en Leipzig, donde nació su única hija Dorothea Elisabeth, en mayo de 1912. En el año 1916 emigró a Suiza en protesta a la I Guerra Mundial (1914 - 1918). En este país estudió en la Universidad de Ginebra y trabajó como periodista dentro del movimiento pacifista, en contra de la Gran Guerra. En 1917 se divorcia de Heinrich Studer y conoce al poeta Yvan Goll, el que será su pareja hasta su muerte en 1950. A finales de 1918 tuvo una aventura con el poeta austriaco Rainer Maria Rilke, con el que mantendrá una relación epistolar hasta su muerte en 1926. En 1919 se traslada a París Con Yvan Goll, con el que se casará en 1921. La pareja, ambos de origen judío, se exiliaron en New York, en 1939, al inicio de la II Guerra Mundial, pero regresarán a Europa en 1947. Tras la muerte de su marido en 1950 se dedicó a poner en valor su obra, lo que le llevó a acusar a Paul Celan de plagiar los poemas de Yvan.  En sus últimos años alcanzó cierta notoriedad mediática al confesar que había alcanzado su primer orgasmo a los setenta y seis años, con un joven de veinte, aunque la veracidad de dicha historia ha sido puesta en cuestión.

## Obra
En 1918 debuta como escritora con la colección de poemas Mitwelt y la novela Die Frauen erwachen. Sus cuentos, poemas y novelas se publican tanto en alemán como en francés, entre los que destacan las colecciones de poemas Poèmes d'amour (1925) y  Poèmes de la jalousie (1926), con su marido escribió los Poèmes de la vie et de la mort (1927) y "shared song of love" ("Wechselgesang der Liebe"). Desde la muerte de su marido, en 1950, Claire le dedicó sus novelas autobiográficas Der gestohlene Himmel (1962) y Traumtänzerin (1971), aunque dichas obras no tuvieron una gran acogida por el público. En 1976, un año antes de su muerte, se publicó su última obra, tanto en francés como en alemán, La poursuite du vent o Ich verzeihe keinem, que en el año 2003 se tradujo al castellano como A la caza del viento, en la que denuncia las miserias de los grandes prohombres de la vanguardia europea: Celán, Joyce, Jung, Dalí, Breton...